# Гладіатрикс
«Гладіа́трикс» (англ. The Arena) — малобюджетний історичний бойовик американо-російського виробництва, знятий у 2001 році російським режисером Тимуром Бекмамбетовим. Головні ролі в фільмі виконали моделі журналу «Playboy» Карен Макдугал і Лайза Дерган. Ремейк однойменного фільму Стіва Карвера (1974).

## У ролях
- Карен Макдугал — Джесеміна
- Лайза Дерган — Бодиція
- Ольга Сутулова — Лівія
- Юлія Чичеріна — Дейдра
- Северина Кемірімбе — Люцинія
- Віктор Вержбицький — Тімарх
- Анатолій Мамбетов — Септем
- Алексій Осипов — Флавій
- Габріель Воробйов — Емілій
- Наталья Суркова — Корнелія
- Олексій Дєдов — Вольфстан
- Леонід Максимов — Клаудіус
- Олексій Осипов — Флавій

## Сюжет

Кадр із фільму

Назва фільму походить від слова «gladiatrix» — так у Стародавньому Римі звали жінку-гладіатора. Волею намісника римських провінцій Тімарха (Віктор Вержбицький), засланого Цезарем в несусвітну глушину, на гладіаторській арені опиняються дівчина з племені друїдів Бодиція (Лайза Дерган), танцівниця Джесеміна (Карен Макдугал). Удень вони б'ються за своє життя. Вночі перетворюються в жриць кохання.

## Факти
- Продюсером цієї картини, як і оригінального фільму 1974 року, виступив відомий «король трешу» Роджер Корман.
- Зйомки фільму частково проходили у Ленінградській області.
- Сцени на арені були зняті з використанням декорацій фільму «Гладіатор».
- Фільм був знятий англійською мовою. Російською його переклав Леонід Володарський.
- Виконавиці ролі Дейдри, Юлії Чичериній, за її власним визнанням ледве не відірвали голову під час зйомок: рогатий шолом, прив'язаний ременями до голови акторки ввіткнувся в дерев'яний щит.